# Miguel Pardeza
Miguel Pardeza Pichardo (født 8. februar 1965 i La Palma del Condado, Spanien) er en tidligere spansk fodboldspiller (angriber).
Pardeza spillede i Spanien for henholdsvis Real Madrid, hvor han også havde været tilknyttet i sine ungdomsår, samt for Real Zaragoza. Hos Real Madrid var han i starten af sin seniorkarriere tilknyttet reserveholdet, men nåede alligevel at vinde det spanske mesterskab med klubben i 1987. De følgende ti sæsoner blev tilbragt hos Zaragoza, hvor han var med til at vinde to udgaver af pokalturneringen Copa del Rey, samt Pokalvindernes Europa Cup i 1995.
Pardeza afsluttede sin karriere hos Puebla FC i mexicansk fodbold.

## Landshold
Pardeza spillede desuden fem kampe for Spaniens landshold, og var en del af den spanske trup til VM i 1990 i Italien. Han opnåede dog kun to minutters spilletid i turneringen, hvor holdet blev slået ud i 1/8-finalerne.